# روبن اسخیره
روبن اسخیره (انگلیسی: Ruben Scheire؛ زادهٔ ۶ دسامبر ۱۹۹۱ ‏(۳۳ سال)) دوچرخه‌سوار اهل بلژیک است.